# J.J. Voigt
Julius Jensenius Voigt, född 22 juli 1850 i Köpenhamn, död där 3 februari 1922, var en dansk ingenjör. 
Voigt, som var son till barberaren Heinrich Ludwig Hieronimus Voigt och Julie Henriette Rasmussen, blev student vid Metropolitanskolen 1868 och polyteknisk kandidat 1876. Han var assistent vid undervisningen i teknisk ritning vid Polyteknisk Læreanstalt 1873–1883, assisterande ingenjör hos uppvärmnings- och ventilationsingenjörer 1877–1883, vid Köpenhamns stenläggnings- och vägväsende 1880, från 1885 uafbrudt, fullmäktig där 1886, ingenjör hos Köpenhamns stadsingenjör 1887, avdelningsingenjör där 1898 och var stadsingenjör från 1902. Han var censor vid Polyteknisk Læreanstalts avgångsexamen 1899, medlem av styrelsen för Selskabet for Sundhedsplejen i Danmark 1903 och för Polyteknisk Understøttelsesforening 1904. Han utarbetade Statistiske Oplysninger angaaende Den polytekniske Læreanstalts Kandidater (1890 och 1903).